# Torben
Torben (auch: Thorben) ist ein männlicher Vorname, welcher besonders in Skandinavien und Norddeutschland verbreitet ist. Torben ist eine dänische Variante des norwegischen Thorbjørn, Thorben mit „h“ die entsprechende schwedische Schreibweise.

## Bedeutung des Namens
Der erste Teil des Namens lässt sich von Thor, der germanischen Donner- und Himmelsgottheit, der zweite aus dem Wort Björn, nordgermanisch für Bär oder auch Brauner (im weiteren Sinne auch Häuptling), herleiten.

## Verbreitung
In Deutschland lagen die Namen Torben und Thorben im Jahr 2007 auf Platz 139 der beliebtesten Vornamen für Jungen. In Dänemark waren, der offiziellen Statistikstelle Danmarks Statistik zufolge, am 1. Januar 2007 22.446 Bürger mit dem Vornamen Torben erfasst.

## Namensträger

### Form Torben
- Torben Agersnap (1922–2013), dänischer Soziologe
- Torben Beltz (* 1976), deutscher Tennisspieler und Tennistrainer
- Torben Blech (* 1995), deutscher Leichtathlet
- Torben Brostrøm (1927–2020), dänischer Literaturhistoriker, -kritiker und Hochschullehrer
- Torben Forsberg (* 1964), dänischer Kameramann
- Torben Giehler (* 1973), deutscher Maler
- Torben Hansen (* 1951), dänischer Fußballspieler
- Torben Hoffmann (* 1974), deutscher Fußballspieler
- Torben Jensen (1944–2018), dänischer Schauspieler
- Torben Klein (* 1976), deutscher Sänger, Bassist und Komponist (Pop)
- Torben Köhlbrandt (* 1979), deutscher Springreiter und Nationenpreisreiter
- Torben Kuhlmann (* 1982), deutscher Kommunikationsdesigner, Illustrator und Bilderbuchautor
- Torben Liebrecht (* 1977), deutscher Schauspieler, Regisseur und Drehbuchautor
- Torben Miehle (* 1973), deutscher Musiker, Schauspieler und Filmregisseur
- Torben Piechnik (* 1963), ehemaliger dänischer Fußballspieler
- Torben Rehfeldt (* 1993), deutscher Fußballspieler
- Torben Schmidtke (* 1989), deutscher Schwimmer und Sportler der deutschen paralympischen Nationalmannschaft
- Torben Theine (* 1968), deutscher Tennisspieler
- Torben Ulrich (1928–2023), dänischer Schriftsteller, Musiker, Filmemacher und Tennisspieler
- Torben Wosik (* 1973), deutscher Tischtennisspieler

### Form Thorben
- Thorben Deters (* 1995), deutscher Fußballspieler
- Thorben Döding (* 1999), deutscher Basketballspieler
- Thorben Koop (* 1997), deutscher Schachspieler
- Thorben Marx (* 1981), deutscher Fußballspieler
- Thorben Saggau (* 1987), deutscher Eishockeyspieler
- Thorben Stadler (* 1990), deutscher Fußballspieler
- Thorben Stahmer (* 1989), deutscher Volleyballspieler